# Zora (aranya)
|  | Per a altres significats, vegeu «Zora». |

Zora és un gènere d'aranyes araneomorfes de la família dels mitúrgids (Miturgidae). Fou descrit per primera vegada l'any 1847 per C. L. Koch.

## Taxonomia
Segons el World Spider Catalog amb data del 2018, Zora te reconegudes les següents 17 espècies, amb una distribució per la zona holàrtica:
- Zora acuminate Zhu & Zhang, 2006 - Xina
- Zora alpina Kulczyński, 1915 - Suïssa, Itàlia
- Zora armillata Simon, 1878 - Europa, Rússia
- Zora distincta Kulczyński, 1915 - Europa de l'est
- Zora hespera  Corey & Mott, 1991 - EUA, Canadà
- Zora huseynovi  Zamani & Marusik, 2017 - Iran
- Zora lyriformis  Song, Zhu & Gao, 1993 - Xina
- Zora manicata  Simon, 1878 - Europa, Ucraïna, Israel
- Zora nemoralis  (Blackwall, 1861) - Paleàrtic
- Zora opiniosa  (O. Pickard-Cambridge, 1872) - Líban
- Zora palmgreni  Holm, 1945 - Suècia
- Zora parallela  Simon, 1878 - Europa, Russia
- Zora pardalis  Simon, 1878 - Europa fins a Kazakhstan
- Zora prespaensis  Drensky, 1929 - Macedònia
- Zora pumila  (Hentz, 1850) - EUA
- Zora silvestris  Kulczyński, 1897 - Europa fins a Àsia central
- Zora spinimana  (Sundevall, 1833) - Paleàrtic (espècie tipus)